# Kenny Phillips
(en) Statistiques sur pro-football-reference
Kenneth « Kenny » Phillips, né le 24 novembre 1986 à Miami (Floride), est un joueur américain de football américain évoluant au poste de safety.
Étudiant à l'Université de Miami, il joua pour les Miami Hurricanes.
Il fut drafté en 2008 à la 31e place (premier tour) par les Giants de New York. Il remplace le free safety Gibril Wilson parti aux Raiders d'Oakland.